# Tsjechisch-Slowaakse Battlegroup
De Tsjechisch-Slowaakse Battlegroup (Engels: Czech–Slovak Battlegroup of (incorrect) Czech–Slovak Battle Group; Tsjechisch: Česko-slovenská bitevní skupina) is een EU-battlegroup. Het bestaat uit 2500 militairen: 2100 Tsjechen en 400 Slowaken.
De battlegroup kan snel worden ingezet in een regio van 6000 km vanaf Brussel binnen 10 dagen.
Balkan Battlegroup · Battlegroup I-2010 · Battlegroup 107 · Britse Battlegroup · Brits-Nederlandse Battlegroup · EUBG 2014 II · Eurofor · Italiaans-Roemeens-Turkse Battlegroup · Multinational Land Force · Noordse Battlegroup · Spaans-Italiaanse Amfibische Battlegroup · Tsjechisch-Slowaakse Battlegroup · Visegrád Battlegroup · Weimar Battlegroup